# 1. slovenská národní hokejová liga 1974/1975
1. slovenská národní hokejová liga 1974/1975 byla 6. ročníkem jedné ze skupin československé druhé nejvyšší hokejové soutěže.

## Systém soutěže
Všech 12 týmů se utkalo čtyřkolově každý s každým (celkem 44 kol). Tým na prvním místě se utkal s vítězem 1. ČNHL v sérii na čtyři vítězné zápasy. Vítěz této série postoupil do nejvyšší soutěže.
Poslední tým po základní části sestoupil do divize. V případě sestupu slovenského týmu z nejvyšší československé soutěže by sestupoval i předposlední tým.

## Základní část
| Poř. | Tým                            | Zápasy | Výhry | Remízy | Prohry | Skóre   | Body |
| ---- | ------------------------------ | ------ | ----- | ------ | ------ | ------- | ---- |
| 1.   | LB Zvolen                      | 44     | 35    | 3      | 6      | 252:114 | 73   |
| 2.   | HK Dukla Trenčín               | 44     | 32    | 3      | 9      | 220:143 | 67   |
| 3.   | ŠK Liptovský Mikuláš           | 44     | 25    | 6      | 13     | 209:175 | 56   |
| 4.   | ZVL Žilina                     | 44     | 23    | 5      | 16     | 220:180 | 51   |
| 5.   | Strojárne Martin               | 44     | 23    | 4      | 17     | 206:182 | 50   |
| 6.   | ZVL Skalica                    | 44     | 20    | 3      | 21     | 172:185 | 43   |
| 7.   | SMZ Spartak Dubnica nad Váhom  | 44     | 17    | 3      | 24     | 160:208 | 37   |
| 8.   | Spartak BEZ Bratislava         | 44     | 14    | 8      | 22     | 130:184 | 36   |
| 9.   | ZPA Prešov                     | 44     | 16    | 3      | 25     | 133:169 | 35   |
| 10.  | Iskra Smrečina Banská Bystrica | 44     | 16    | 2      | 26     | 191:189 | 34   |
| 11.  | LVS Poprad                     | 44     | 14    | 2      | 28     | 165:241 | 30   |
| 12.  | ŽS Spišská Nová Ves            | 44     | 7     | 2      | 35     | 123:211 | 16   |

- Tým LB Zvolen postoupil do kvalifikace o nejvyšší soutěž, kde se utkal s vítězem 1. ČNHL Ingstav Brno, se kterým však prohrál 1:4 na zápasy (2:4, 1:6, 2:1, 1:6, 0:5).
- Tým ŽS Spišská Nová Ves sestoupil do divize. Nováčkem od dalšího ročníku se stal vítěz hokejových divizí AC Nitra.

## Kádr LB Zvolen
- Brankaři: Herczeg, Popelár, Slivka
- Hráči v poli: M. Gregor, Bíreš, Bačiak, Chudoba, Mojžiš, Trávnik, Zelenický, Paštinský, Vávra, Diettrich, Holíček, Supuka, Mikula, Golonka, Podkonický, Tomanec, Letko, Lehocký, Prokeš, Longa, Uličný, Fillo, R. Zábojník, Z. Beck
- Trenéři: P. Zábojník